# Loxura leminius
Loxura leminius är en fjärilsart som beskrevs av Hans Fruhstorfer 1912. Loxura leminius ingår i släktet Loxura och familjen juvelvingar. Inga underarter finns listade i Catalogue of Life.